# Reggiane Re.2007
Reggiane Re.2007 là một khái niệm về mẫu máy bay tiêm kích của Ý do Roberto Longhi thiết kế vào năm 1943. Longhi đã phổ biến thiết kế của mình và chế tạo một mẫu máy bay phản lực trong chiến tranh.

## Thiết kế
Roberto Longhi là một trong những kỹ sư thiết kế máy bay nổi bật nhất của hãng Reggiane, trong một bức thư gửi cho tạp chí hàng không JP4 của Ý tháng 5/1976 nói rằng người đứng đầu Regia Aeronautica là Antonio Ferri đã yêu cầu ông nghiên cứu một lựa chọn động cơ cho Reggiane Re.2005. Yêu cầu là để lắp đặt một động cơ phụ Fiat A.20 sau buồng lái, để chạy một máy nén, nhằm cải thiện hiệu năng của động cơ chính Daimler-Benz DB 605, cho phép máy bay đạt tốc độ 750 km/h (400 knot) trên độ cao 8.000 m (26.000 ft).
Đề xuất được Regia Aeronautica Stato Maggiore (HQ) đặt tên là Đề án R, nhưng vẫn chỉ là một đề án giấy, vì theo Longhi thì máy bay có vài vấn đề với trọng tâm.
Một khả năng khác là sử dụng động cơ tuabin mua từ Đức, nhưng dù các yêu cầu từ Antonio Alessio và Bá tước Giovanni Battista Caproni, thì Đức cũng chỉ chuyển giao một mô hình bằng gỗ để dùng trong thử nghiệm của Reggiane.
Sau chiến tranh, Longhi cố gắng tiến hành các thử nghiệm với 2 động cơ Junkers Jumo 004 còn sót lại ở sân bay Udine sau khi Đức đầu hàng. Những động cơ phản lực cực kỳ có giá trị này được chuyển tới Italy vào năm 1945 để làm động cơ dự trữ cho 3 máy bay trinh sát cao tốc Arado Ar 234 Blitz của Luftwaffe. Không may cho những kỹ sư thiết kế của Reggiane, các động cơ đã bị Angelo Ambrosini mua lại, đây cũng là một hãng chế tạo máy bay khác của Italy.
Một số bản vẽ Re.2007 được thực hiện sau chiến tranh bởi nhà thiết kế máy bay Pellizzola. Những bản vẽ Re.2007 này dựa trên một tạo dựng dựa trên mô tả của các kỹ sư Reggiane. Các bản vẽ cho thấy thiết kế cánh xuôi sau (từ năm 1943), thiết kế cánh này chỉ trở nên phổ biến trên các máy bay tiêm kích vào thập niên 1950, dù người Đức đã dùng cho máy bay tiêm kích Me262 và Me163.
Tin đồn về một khung thân được chế tạo với các kỹ thuật phác thảo được gửi đến Vương quốc Anh và Hoa Kỳ để nghiên cứu được xuất bản trong một số sách và tạp chí của Italy, nhưng điều này không được chắc chắn.

## Tính năng kỹ chiến thuật (phỏng đoán)

### Đặc điểm riêng
- Tổ lái: 1
- Chiều dài: 10,0 m (32 ft 10 in)
- Sải cánh: 9,0 m (29 ft 6 in)
- Diện tích cánh: 17,0 m2 (183 sq ft)
- Trọng lượng rỗng: *Trọng lượng có tải: 3.540 kg (7.804 lb)
- Động cơ: 1 động cơ tuabin Junkers Jumo 004B, lực đẩy 8,8 kN (2.000 lbf)

### Hiệu suất bay
- Vận tốc cực đại: 750 km/h (470 mph; 400 kn)
- Tầm bay: 1.400 km (870 mi; 756 nmi)

### Vũ khí
- 4 pháo 20 mm MG 151/20